# 315 Batalion Zabezpieczenia
315 Batalion Zabezpieczenia (niem. Sicherungs-Bataillon 315)  –  pododdział niemieckich wojsk logistycznych okresu III Rzeszy.
Został sformowany w 1943 i operował na terenie Generalnego Gubernatorstwa. W styczniu 1945 został zaangażowany do walk przeciwko Armii Czerwonej pod Radomiem. Oficjalnie rozwiązany po zdziesiątkowaniu jego szeregów w Dolinie Środkowej Wisły.

## Struktura organizacyjna
- Stab (nr poczty polowej: 16023)
- 1. Kompanie (nr poczty polowej: 18423)
- 2. Kompanie (nr poczty polowej: 03980)
- 3. Kompanie (nr poczty polowej: 14444)
- 4. Kompanie (nr poczty polowej: 44 05951)